# Station Jedlnia Kościelna
Station Jedlnia Kościelna is een spoorwegstation in de Poolse plaats Sokoły.